# 宮西町 (東京都府中市)
宮西町（みやにしちょう）は、東京都府中市の地名。郵便番号は183-0022。

## 地理
府中市の中央に位置する。
東から時計回りに、府中市宮町、府中市本町、府中市片町 、府中市寿町、府中市府中町、に隣接する。
府中市役所が存在する、市の中核となる。

## 世帯数と人口
2022年（令和4年）8月1日現在の世帯数と人口は以下の通りである。
| 町丁         | 世帯数    | 人口    |
| ------------ | --------- | ------- |
| 宮西町一丁目 | 736世帯   | 1,659人 |
| 宮西町二丁目 | 321世帯   | 470人   |
| 宮西町三丁目 | 1,085世帯 | 1,915人 |
| 宮西町四丁目 | 249世帯   | 371人   |
| 宮西町五丁目 | 609世帯   | 1,000人 |
| 計           | 3,000世帯 | 5,415人 |

## 小・中学校の学区
市立小・中学校に通う場合、学区は以下の通りとなる。
| 丁目   | 番地 | 小学校         | 中学校         |
| ------ | ---- | -------------- | -------------- |
| 一丁目 | 全域 | 府中第一小学校 | 府中第一中学校 |
| 二丁目 | 全域 | 府中第一小学校 | 府中第一中学校 |
| 三丁目 | 全域 | 府中第一小学校 | 府中第四中学校 |
| 四丁目 | 全域 | 府中第三小学校 | 府中第四中学校 |
| 五丁目 | 全域 | 府中第三小学校 | 府中第四中学校 |

## 交通

### 鉄道
| 隣接する街区の駅                                                   |
| ------------------------------------------------------------------ |
| 京王線 - 府中駅(KO 20) 南武線 武蔵野線 - 府中本町駅(JN 20) (JN 35) |

### バス
- 京王電鉄バス府中営業所
- 府中市コミュニティバスちゅうバス

以上が街区内の路線を運行している

### 道路
- 埼玉県道・東京都道17号所沢府中線
- 東京都道229号府中調布線
- 下河原緑道(旧下河原線用地)

## 施設
- 府中市役所本庁舎
- 東京都府中合同庁舎
- 長福寺_(東京都府中市)